# Teledyne Continental AV1790
El motor diésel Continental AV1790 es un diseño de motor diésel norteamericano usado principalmente en tanques, de tipo V-12, producido por Continental Motors. El AV1790 ha sido usado en una gran variedad, pero en limitadas cantidades; como el propulsor de carros de combate rectores, en los que se incluyen a los obuses M53 y M55, el T30, el T34, el T43 (el que suele ser confundido con el tanque soviético T-34 o el T-43), T57, y el T58, así como en algunas de las modificaciones y variantes de producción del M103 (un diseño derivado del T43) y el Vehículo de recuperación M51, y en diseños modernos como el M88 ARV, el Bergepanzer 2 y varios de los modelos del Merkava. Variadas modificaciones de la serie de tanques Patton, como el M47, el M48 y el M60, así como en el Sabra lo llevan como su propulsor principal.
La serie de tanques Magach lo usan como el sustituto del propulsor del motor anteriormente instalado, así mismo, el transporte de tropas Achzarit lo usa en vez del V-12 ruso que lo motorizaba. El motor del modelo AV-1790-5B es a su vez usado en el Blastolene Special, un auto de diseño especial construido para Jay Leno.

## Especificaciones
| Tipo:           | Cilindros en V12, a 90 grados. Motor de cuatro tiempos |
| Calibre:        | 146,05 milímetros (6 plg)                              |
| Carrera:        | 146,05 milímetros (6 plg)                              |
| Desplazamiento: | 29.36 Litros                                           |

|              | Peso en seco              |
| ------------ | ------------------------- |
| AV-1790-3    | 1058 kilogramos (2332 lb) |
| AV-1790-5C   | 1158 kilogramos (2553 lb) |
| AV-1790-7C   | 1200 kilogramos (2646 lb) |
| AVDS-1790-2A | 2132 kilogramos (4700 lb) |
| AVSI-1790-6  | 1383 kilogramos (3049 lb) |

|                                         | AV-1790-3              | AV-1790-5C             | AV-1790-7C             | AVDS-1790-2A       | AVDS-1790-5B         | AVSI-1790-6            |
| --------------------------------------- | ---------------------- | ---------------------- | ---------------------- | ------------------ | -------------------- | ---------------------- |
| Supercargador:                          | no                     | no                     | no                     |                    | turbocargador gemelo | si                     |
| Sistema de alimentación de combustible: |                        |                        |                        |                    |                      | Inyección              |
| Tipo de combustible:                    | Gasolina de 80 octanos | Gasolina de 80 octanos | Gasolina de 80 octanos | ACPM de 40 cetanos |                      | Gasolina de 80 octanos |
| Ignición                                | magneto                | magneto                | magneto                | compresión         |                      | magneto                |
| Tasa de compresión:                     | 6.5:1                  | 6.5:1                  | 6.5:1                  | 16:1               |                      | 5.5:1                  |

|              | Potencia total:                  | Torque (neto)              | Potencia específica: | Relación peso-potencia: |
| ------------ | -------------------------------- | -------------------------- | -------------------- | ----------------------- |
| AV-1790-3    | 704 caballos (525 kW) a 2800 rpm | 1440 libras-pie a 2200 rpm |                      |                         |
| AV-1790-5C   | 650 caballos (485 kW) a 2400 rpm | 1250 libras-pie a 2100 rpm |                      |                         |
| AV-1790-7C   | 690 caballos (515 kW) a 2800 rpm | 1410 libras-pie a 2200 rpm |                      |                         |
| AVDS-1790-2A | 643 caballos (479 kW) a 2400 rpm | 1575 libras-pie a 1750 rpm |                      |                         |
| AVSI-1790-6  | 765 caballos (570 kW) a 2800 rpm | 1670 libras-pie a 2100 rpm |                      |                         |

## Variantes en uso más conocidas
- AVDS1790 - Variante en Uso en el M60 Patton.[1]
- AVDS1790-2A - Variante en Uso en el M60 Patton.[2]
- AVDS1790-5A - Variante en Uso en el Merkava Mk. 1.[3]
- AVDS1790-6A - Variante en Uso en el Merkava Mk. 1 y el TBP "Nemmer".[4]
- AVDS1790-9AR - Variante en Uso en el Merkava Mk.3 y el M60-2000.[5]
- AVDS1790-8A - Variante en uso en el M88 ARV.[6]